# Star Trek: Discovery
Star Trek: Discovery – amerykański serial science fiction z serii Star Trek stworzony przez Bryana Fullera i Alexa Kurtzmana, specjalnie dla serwisu VoD CBS All Access oraz Netflix. Jego akcja toczy się wokół statku U.S.S. Discovery dziesięć lat przed wydarzeniami z oryginalnej serii. 
Serial zadebiutował 24 września 2017 roku dwuodcinkową premierą. Oba epizody zostały udostępnione w serwisie Netflix, a dalsze odcinki pierwszego sezonu serialu ukazywały się w kolejnych tygodniach, w podziale na 2 rozdziały: pierwszy zakończył się w listopadzie 2017 roku, a drugi rozpoczął się w styczniu 2018 roku. W 2019 roku ukazał się drugi sezon produkcji. W dniu 27 lutego 2019 roku stacja ogłosiła, że powstanie sezon trzeci.
W serwisie Netflix serial można oglądać z napisami w języku klingońskim.
Po raz pierwszy w historii serii głównym bohaterem nie jest kapitan statku, lecz pierwszy oficer.

## Opis fabuły
Po stuleciu spokoju wybucha wojna między Zjednoczoną Federacją Planet a jednoczącym się Imperium Klingońskim. Historię oglądamy z perspektywy byłej pierwszej oficer, Michael Burnham, która bierze udział w tworzeniu tajnej broni, mającej pomóc Federacji pokonać Imperium Klingonów.

## Obsada

### Załoga Discovery
- Sonequa Martin-Green jako komandor Michael Burnham,
- Doug Jones jako komandor Saru,
- Shazad Latif jako specjalista Ash Tyler/Voq,
- Anthony Rapp jako komandor porucznik Paul Stamets,
- Mary Wiseman jako chorąży Sylvia Tilly,
- Jason Isaacs jako kapitan Gabriel Lorca,
- Anson Mount jako kapitan Christopher Pike,
- Wilson Cruz jako doktor Hugh Culber,
- Emily Coutts jako porucznik Keyla Detmer,
- Sara Mitich jako porucznik Airiam,
- Oyin Oladejo jako porucznik Joann Owosekun,
- Rekha Sharma jako szef ochrony Ellen Landry,
- Patrick Kwok-Choon jako porucznik Gen Rhys,
- Ronnie Rowe jako porucznik R.A. Bryce,
- Raven Dauda jako doktor Tracy Pollard.

### Pozostali
- Michelle Yeoh jako kapitan/cesarzowa Philippa Georgiou,
- Ethan Peck jako Spock,
- James Frain jako Sarek, ojczym Burnham,
- Mia Kirshner jako Amanda Grayson, macocha Burnham,
- Mary Chieffo jako L'Rell,
- Kenneth Mitchell jako Kol,
- Terry Serpico jako admirał Anderson,
- Jayne Brook jako admirał Katrina Cornwell,
- Rainn Wilson jako Harcourt Fenton "Harry" Mudd,
- Alan Van Sprang jako Leland,
- Tig Notaro jako Jett Reno,
- Bahia Watson jako May,
- Melissa George jako Vina.

W pozostałych rolach i epizodach wystąpili m.in.: Rebecca Romijn, Kenneth Welsh, Sheila McCarthy oraz reżyser David Cronenberg.

## Lista odcinków

### Sezon 1
| Nr | Tytuł | Polski Tytuł                      | Data gwiezdna                       | Reżyseria                                        | Scenariusz                                                | Premiera (Netflix)   |
| -- | --- | --------------------------------- | ----------------------------------- | ------------------------------------------------ | --------------------------------------------------------- | -------------------- |
| 1  | „The Vulcan Hello” | „Wolkańskie powitanie”            | 1207,3 (na Ziemi jest 11 maja 2256) | David Semel                                      | Bryan Fuller Alex Kurtzman Akiva Goldsman                 | 24 września 2017     |
| 1  | Statek kosmiczny U.S.S. Shenzhou na skraju kontrolowanej przez Federację przestrzeni natyka się na zamaskowany obiekt należący do Klingonów. Na statku uważający się za klingońskiego Mesjasza T'Kuvma chce zjednoczyć skłócone klany i wypowiedzieć krucjatę Federacji. Kapitan Shenzhou Georgiou, zgodnie z zasadami Federacji, zaleca pokojowe podejście. Jednak wychowana przez Wolkanów pierwsza oficer Michael Burnham chcąc zyskać strategiczną przewagę decyduje się pierwsza zaatakować i wywołuje wojnę. Jako buntowniczka zostaje aresztowana. |                                   |                                     |                                                  |                                                           |                      |
| 2  | „Battle at the Binary Stars” | „Bitwa przy gwiazdach podwójnych” | 1207,3                              | Adam Kane                                        | Bryan Fuller Gretchen J. Berg Aaron Harberts              | 24 września 2017     |
| 2  | Gdy przybywają posiłki dla Shenzhou Klingoni otwierają ogień, mimo że Ziemianie proponują rozmowy. W trakcie walk admirał Anderson niszczy statek Klingonów samobójczym atakiem. Gwiezdna Flota wycofuje się, a Klingoni zbierają zwłoki swoich zmarłych. W uszkodzonym Shenzhou Burnham ucieka z celi, zachęcona telepatycznie przez swego przybranego wolkańskiego ojca, Sareka. Przekonuje kapitan Georgiou, by spróbowały wziąć T'Kuvmę do niewoli. Na pokładzie statku Klingonów T'Kuvma zabija w walce Georgiou, ale chwilę potem ginie z rąk Burnham. Następca T'Kuvmy, Voq, ślubuje zachować dziedzictwo zmarłego wodza. Przed trybunałem Federacji Burnham zostaje skazana na dożywocie za swój bunt, który doprowadził do śmierci tysięcy istot. |                                   |                                     |                                                  |                                                           |                      |
| 3  | „Context Is for Kings” | „Kontekst - rzecz królewska”      | sześć miesięcy później              | Akiva Goldsman                                   | Bryan Fuller Gretchen J. Berg Aaron Harberts Craig Sweeny | 1 października 2017  |
| 3  | Kapitan tajemniczego statku U.S.S. Discovery, Gabriel Lorca, przechwytuje prom transportujący Michael i rozkazuje jej, by dołączyła do załogi i wzięła udział w niebezpiecznej misji, która może odwrócić losy wojny. Patrol z okrętu wyprawia się na opustoszały bliźniaczy statek U.S.S. "Glenn", gdzie zastaje okaleczone zwłoki załogi. Patrol zostaje zaatakowany przez olbrzymiego stwora i musi się ewakuować. Kapitan przesyła stwora na swój statek i więzi go. |                                   |                                     |                                                  |                                                           |                      |
| 4  | „The Butcher's Knife Cares Not for the Lamb's Cry"” | „Podjąć ryzyko”                   |                                     | Olatunde Osunsanmi                               | Jesse Alexander Aron Eli Coleite                          | 8 października 2017  |
| 4  | Voq próbując zrealizować plan T’Kuvmy napotyka poważną przeszkodę - władzę przejmuje przywódca innego klanu, Kol. Voq zostaje skazany na śmierć w opustoszałym statku, ratuje go jednak L'Rell. Michael z porucznikiem Stametsem studiując przechwycone stworzenie - olbrzymiego niesporczaka - odkrywa, jak rozwiązać problemy z napędem statku. Niesporczak kontaktując się z siecią zarodników wypełniającą cały wszechświat może przenieść statek w dowolne miejsce uniwersum. |                                   |                                     |                                                  |                                                           |                      |
| 5  | „Choose Your Pain” | „Wybierz swój ból”                |                                     | Lee Rose                                         | Gretchen J. Berg Aaron Harberts Kemp Powers               | 15 października 2017 |
| 5  | Lorca zostaje porwany przez Klingonów i uwięziony w towarzystwie dawnego porucznika Floty Asha Tylera i oportunistycznego Harry'ego Mudda. Discovery rusza na ratunek, choć Michael ma co do tej misji pewne wątpliwości. Lorca i Ash uciekają, zostawiając donosiciela Mudda w więzieniu. Porucznik Stamets i Michael odkrywają, że skoki powoli zabijają niesporczaka. Stamets wszczepia sobie DNA stworzenia i sam dokonuje skoku. Michael uwalnia stworzenie. |                                   |                                     |                                                  |                                                           |                      |
| 6  | „Lethe” | „Niepamięć”                       |                                     | Douglas Aarniokoski                              | Joe Menosky Ted Sullivan                                  | 22 października 2017 |
| 6  | Michael wykorzystuje swoją więź z Sarekiem, aby pomóc go odnaleźć po tym, jak został ranny podczas zamachu. Lorca musi poradzić sobie z niespodziewanym gościem, swoją byłą kochanką, admirał Cornwell. Admirał w miejsce Sareka wyprawia się na rozmowy pokojowe z Klingonami i wpada w pułapkę. |                                   |                                     |                                                  |                                                           |                      |
| 7  | „Magic to Make the Sanest Man Go Mad” | „Odcienie szaleństwa”             | 2136,8                              | David M. Barrett                                 | Aron Eli Coleite Jesse Alexander                          | 29 października 2017 |
| 7  | Dobrze znany kapitanowi Lorce i porucznikowi Tylerowi Harry Mudd z klingońskiego statku więziennego manipulując czasem atakuje Discovery, by przekazać jego cenne zasoby w ręce ich dawnych oprawców. Wspólna walka zbliża Burnham i Tylera. |                                   |                                     |                                                  |                                                           |                      |
| 8  | „Si vis pacem, para bellum” | „Si vis pacem, para bellum”       | 1308,9                              | John S. Scott                                    | Kirsten Beyer                                             | 5 listopada 2017     |
| 8  | Szukająć rozwiązania technologii maskowania klingońskich okrętów Michael, Ash i Saru badają planetę Pahvo, która emituje sygnały w kosmos dzięki niezwykłemu kryształowi. Tutejsze formy życia opanowują umysł Saru, chcąc zmusić załogantów Discovery do pozostania na planecie. Tymczasem uwięziona L'Rell próbuje uciec z więzienia wraz z admirał Cornwell. |                                   |                                     |                                                  |                                                           |                      |
| 9  | „Into the Forest I Go” | „W głąb lasu”                     |                                     | Chris Byrne                                      | Bo Yeon Kim Erika Lippoldt                                | 12 listopada 2017    |
| 9  | Lorca ignoruje rozkazy dowództwa i wysyła Burnham z Tylerem na misję, której celem jest rozbrojenie klingońskich urządzeń maskujących bezpośrednio na statku wroga. Burnham i Tyler znajdują uwięzione L'Rell i admirał Cornell. Tyler na widok L'Rell ma atak zespołu stresu pourazowego. Lorca rozkazuje Stametsowi wykonać 133 mikroskoki, by zapewnić trójwymiarowy odczyt czujników, operację jednak Stamets przypłaca zdrowiem. Burnham walczy z Kolem, by odwrócić jego uwagę od operacji Ziemian. Kiedy algorytm zostaje obliczony, Burnham, Tyler, Cornwell i L'Rell wracają na Discovery, a statek Klingonów zostaje zniszczony. Stamets mimo problemów zdrowotnych chce zrobić ostatni skok, przenosząc statek w bezpieczną przestrzeń. Jednak kapitan Lorca zmienia parametry, a statek trafia w nieznane miejsce. |                                   |                                     |                                                  |                                                           |                      |
| 10 | „Despite Yourself” | "Wbrew sobie"                     |                                     | Jonathan Frakes                                  | Sean Cochran                                              | 08 stycznia 2018     |
| 10 | Przez dziwne zachowanie napędu zarodnikowego Discovery trafia do alternatywnego świata, gdzie historia potoczyła się zupełnie inaczej. Ziemianie stworzyli tu opresyjne imperium, z którym walczą zjednoczeni Wolkanie, Klingoni i Andorianie. Kapitanem Discovery jest tu kadetka Tilly, Burnham, dawna kapitan Shenzou, uważana jest za martwą, zaś Lorca ukrywa się po zamachu na cesarza imperium. Załoga przebiera się i dostosowuje statek, zaś Burnham wymyśla legendę, że schwytała ściganego Lorcę. Przenosi się na Shanzou wraz z więźniem i Tylerem i obejmuje dowództwo. Tyler wcześniej kontaktuje się z więzioną L'Rell, która aktywuje w jego umyśle uśpione klingońskiego szpiega. Gdy doktor Culber po prześwietleniu odkrywa, że Tyler był obiektem zabiegów medycznych ze strony Klingonów, ten zabija go i dołącza do nieświadomej grupy na Shenzou. |                                   |                                     |                                                  |                                                           |                      |
| 11 | "The Wolf Inside" | "Wilk"                            |                                     | TJ Scott                                         | Lisa Randolph                                             | 14 stycznia 2018     |
| 11 | Shenzhou otrzymuje współrzędne bazy przywódców rebeliantów i rozkaz ich zabicia. Burnham postanawia ocalić ich, wybierając się osobiście na zwiad wraz z Tylerem. Na miejscu poddają się rebeliantom, chcąc odkryć, jak tutaj wojowniczy Klingoni zdołali nawiązać współpracę z innymi gatunkami. Liderem rebeliantów okazuje się Voq, widok którego ożywia wspomnienia Tylera. Burnham oferuje grupie czas na ucieczkę, w zamian za wiedzę o współpracy wszystkich ras w tym wszechświecie. Na Discovery Tilly próbuje wyleczyć Stametsa używając zarodników. Po powrocie na Shenzou Tyler wyjawia Burnham, że naprawdę czuje się Voqiem i że przeszedł operację, by wyglądać jak człowiek i przeniknąć do Gwiezdnej Floty. Próbuje ją zabić, ale zostaje powstrzymany przez Saru i skazany na śmierć przez teleportację w przestrzeń. Przed śmiercią zostaje przechwycony przez Discovery i uwięziony. W przestrzeni zjawia się cesarski statek, a kapitan Burnham zostaje upomniana za niewykonanie rozkazu cesarza, którym okazuje się tutejsza odpowiedniczka Georgiou, dawnej kapitan i mentorki Burnham. |                                   |                                     |                                                  |                                                           |                      |
| 12 | "Vaulting Ambition" | "Wybujała ambicja"                |                                     | Hanelle M. Culpepper                             | Jordon Nardino                                            |                      |
| 12 | Burnham i Lorca zostają wezwani na Charona, cesarski statek flagowy. Cesarzowa odsyła Lorcę do komory tortur, sama zaś je obiad z Burnham, swoją przybraną córką. Cesarzowa obawia się, że Lorca wraz Burnhama mogą ją obalić. Gdy zamierza uśmiercić Burnham, ta ujawnia jej prawdę o tym, że przybyła z innego wszechświata. Gdy wymieniają informacje o napędzie zarodnikowym i alternatywnych sposobach krzyżowania się wszechświatów, Burnham zdaje sobie sprawę, że Lorca, którego zna, pochodzi rzeczywiście z lustrzanego Wszechświata i manipulował wydarzeniami tak, by zbliżyć się do niej i wrócić do swojego uniwersum. Lorca ucieka z komory tortur. Na Discovery Stamets spotyka w sieci zarodników swój odpowiednik w równoległym świecie i dowiaduje się, że sieć została uszkodzona przez eksperymenty drugiego Stametsa. Spotyka także odpowiednik Culbera i akceptuje jego stratę zanim wróci do życia. |                                   |                                     |                                                  |                                                           |                      |
| 13 | "What's Past Is Prologue" | "Przeszłość to zaledwie wstęp"    |                                     | Olatunde Osunsanmi                               | Ted Sullivan                                              |                      |
| 13 | Lorca uwalnia swoją dawną załogę, która była torturowana od czasu jego zniknięcia i dzięki pomocy Stametsa z równoległego świata zamierza zabić ludzi lojalnych wobec cesarzowej i przejąć tron. Cesarzowa się ukrywa, zaś Burnham unika schwytania i kontaktuje się z Discovery. Wymyślają plan, w którym Burnham obniży pole ograniczające źródło energii pochodzące z sieci zarodników, wtedy Discovery niszcząc źródło energii spowoduje eksplozję, dzięki której statek dostanie się do sieci zarodników, przez którą Stamets sprowadzi ich do macierzystego świata. Georgiou zgadza się pomóc Burnham i wspólnie atakują grupę Lorcy. Lorca zostaje zabity przez Georgiou, która poświęca się, by Burnham mogła uciec. Burnham zabiera z sobą Georgiou na Discovery, a Charon zostaje zniszczony. Po powrocie do swojego świata, ekipa Discovery dowiaduje się, że nie było ich dziewięć miesięcy, a w tym czasie Klingoni prawie wygrali wojnę. |                                   |                                     |                                                  |                                                           |                      |
| 14 | "The War Without, The War Within" | "Wojna"                           |                                     | David Solomon                                    | Lisa Randolph                                             | 05 lutego 2018       |
| 14 | Discovery dowodzą teraz Cornwell i Sarek. Domy Klingonów są wciąż podzielone, udowadniają swoją przewagę niszcząc jak najwięcej zasobów Federacji. Jedynym bezpiecznym schronieniem dla Gwiezdnej Floty poza Ziemią jest teraz Baza Gwiezdna 1. Po nagłej operacji przeprowadzonej przez L'Rell, Tyler odzyskuje swoją osobowość, ale wciąż ma dostęp do wspomnień Voq'a, Burnham nie jest w stanie jednak wybaczyć jego postępków jako Voqa. Załoga odnajduje Gwiezdną Bazę 1 opanowaną przez Klingonów, a resztki Gwiezdnej Floty wycofują się, by chronić Ziemię. Burnham dowiaduje się od Georgiou, że pokonała Klingonów w alternatywnym Wszechświecie niespodziewanym atakiem na ich ojczystą planetę, Qo'noS. Admirał Cornwell zgadza się na analogiczną operację. Aby wyhodować nowy zbiór zarodników potrzebny do wykonania skoku do terytorium Klingonów Stamets terraformuje opuszczony księżyc. Gdy Georgiou przekazuje Sarekowi i Cornwell inne posiadane informacje, wspólnie decydują o mianowaniu jej kapitanem okrętu.                                                                         |                                   |                                     |                                                  |                                                           |                      |
| 15 | "Will You Take My Hand?" | "Czy weźmiesz mnie za rękę?"      |                                     | Akiva Goldsman, Gretchen J. Berg, Aaron Harberts | Gretchen J. Berg, Aaron Harberts                          | 11 lutego 2018       |
| 15 | Tyler sugeruje, by wysłać dron do uśpionego systemu wulkanicznego pod powierzchnią Qo'noS. Discovery skacze do jaskini, a grupa Georgiou, Burnham, Tilly i Tyler udają handlarzy. Tilly odkrywa, że system wulkaniczny jest aktywny, a "dron" Georgiou to w rzeczywistości hydro-bomba. Burnham indaguje Cornwell, która przyznaje, że detonacja bomby w czynnym wulkanie zniszczy całe życie na Qo'noS. Dzięki naleganiom Burnham, by Gwiezdna Flota nie popełniła ludobójstwa, załoga oddaje detonator L'Rell, który posługując się argumentem masowej zagłady, jednoczy klingońskie domy pod jej przywództwem i kończy wojnę. Załoga Discovery zostaje okrzyknięta bohaterami, a Burnham otrzymuje pełne ułaskawienie i zostaje przywrócona do rangi dowódcy okrętu. Tyler decyduje się zostać z L'Rell. Gdy Discovery skacze na Wolkan, by odebrać nowego kapitana, otrzymuje wezwanie pomocy od USS Enterprise. |                                   |                                     |                                                  |                                                           |                      |

### Sezon 2
| Nr | Tytuł                           | Polski Tytuł                                   | Premiera (Netflix) |
| -- | ------------------------------- | ---------------------------------------------- | ------------------ |
| 1  | "Brother"                       | "Brat"                                         | 18 stycznia 2019   |
| 2  | "New Eden"                      | "Nowy Eden"                                    | 27 stycznia 2019   |
| 3  | "Point of Light"                | "Świetlny punkt"                               | 1 lutego 2019      |
| 4  | "An Obol for Charon"            | "Obol dla Charona"                             | 8 lutego 2019      |
| 5  | "Saints of Imperfection"        | "Niedoskonali święci"                          | 15 lutego 2019     |
| 6  | "The Sounds of Thunder"         | "Grzmot"                                       | 22 lutego 2019     |
| 7  | "Light and Shadows"             | "Światło i cienie"                             | 28 lutego 2019     |
| 8  | "If Memory Serves"              | "Jeśli pamięć nie myli"                        | 7 marca 2019       |
| 9  | "Project Daedalus"              | "Projekt Dedal"                                | 14 marca 2019      |
| 10 | "The Red Angel"                 | "Czerwony Anioł"                               | 21 marca 2019      |
| 11 | "Perpetual Infinity"            | "Wieczna nieskończona podróż"                  | 28 marca 2019      |
| 12 | "Through the Valley of Shadows" | "Przez ciemną dolinę"                          | 4 kwietnia 2019    |
| 13 | "Such Sweet Sorrow. Part 1"     | ”Smutek rozstania tak bardzo jest miły. Cz. 1” | 11 kwietnia 2019   |
| 14 | "Such Sweet Sorrow. Part 2"     | ”Smutek rozstania tak bardzo jest miły. Cz. 2” | 18 kwietnia 2019   |

### Sezon 3
| Nr | Tytuł                    | Polski Tytuł                 | Premiera (Netflix)   |
| -- | ------------------------ | ---------------------------- | -------------------- |
| 1  | "That Hope Is You"       | "Pani jest tą nadzieją cz.1" | 15 października 2020 |
| 2  | "Far from Home"          | "Daleko od domu"             | 22 października 2020 |
| 3  | "People of Earth"        | "Mieszkańcy Ziemi"           | 29 października 2020 |
| 4  | "Forget Me Not"          | "Pamiętaj o mnie"            | 5 listopada 2020     |
| 5  | "Die Trying"             | "Stawić czoło śmierci"       | 12 listopada 2020    |
| 6  | "Scavengers"             | "Złomiarze"                  | 19 listopada 2020    |
| 7  | "Unification III"        | "Unifikacja III"             | 26 listopada 2020    |
| 8  | "The Sanctuary"          | "Azyl"                       | 3 grudnia 2020       |
| 9  | "Terra Firma, Part 1"    | "Terra Firma, część 1"       | 10 grudnia 2020      |
| 10 | "Terra Firma, Part 2"    | "Terra Firma, część 2"       | 17 grudnia 2020      |
| 11 | "The Citadel"            | "Su'Kal"                     | 24 grudnia 2020      |
| 12 | "The Good of the People" | "Nadchodzący przypływ"       | 31 grudnia 2020      |
| 13 | "Outside"                | "Pani jest tą nadzieją cz.2" | 7 stycznia 2021      |

### Sezon 4
| Nr | Tytuł                  | Polski Tytuł            | Premiera (Filmweb\CBS Studios) |
| -- | ---------------------- | ----------------------- | ------------------------------ |
| 1  | "Kobayashi Maru"       |                         | 18 listopada 2021              |
| 2  | "Anomaly"              | "Anomalia"              | 25 listopada 2021              |
| 3  | "Choose to Live"       | "Wybierz życie"         | 2 grudnia 2021                 |
| 4  | "All Is Possible"      | "Wszystko jest możliwe" | 9 grudnia 2021                 |
| 5  | "The Example"          | "Przykłady"             | 16 grudnia 2021                |
| 6  | "Stormy Weather"       | "Burzliwa aura"         | 23 grudnia 2021                |
| 7  | "... But to Connect"   | "... Ale by łączyć"     | 30 grudnia 2021                |
| 8  | "All in"               | "Va banque"             | 10 lutego 2022                 |
| 9  | "Rubicon"              | "Rubikon"               | 17 lutego 2022                 |
| 10 | "The Galactic Barrier" | "Galaktyczna bariera"   | 24 lutego 2022                 |
| 11 | "Rosetta"              |                         | 3 marca 2022                   |
| 12 | "Species Ten-C"        | "Gatunek 10-C"          | 10 marca 2022                  |
| 13 | "Coming Home"          | "Wracając do domu"      | 17 marca 2022                  |

### Sezon 5
| Nr | Tytuł                  | Polski Tytuł           | Premiera (Filmweb\CBS Studios) |
| -- | ---------------------- | ---------------------- | ------------------------------ |
| 1  | "Red Directive"        | "Czerwona dyrektywa"   | 4 kwietnia 2024                |
| 2  | "Under the Twin Moons" | "Pod dwoma księżycami" | 4 kwietnia 2024                |
| 3  | "Jinaal"               |                        | 11 kwietnia 2024               |
| 4  | "Face the Strange"     | "Prosto w twarz"       | 18 kwietnia 2024               |
| 5  | "Mirrors"              | "Lustra"               | 25 kwietnia 2024               |
| 6  | "Whistlespeak"         | "Gwizdomowa"           | 2 maja 2024                    |
| 7  | "Erigah"               |                        | 9 maja 2024                    |
| 8  | "Labyrinths"           | "Labirynty"            | 16 maja 2024                   |
| 9  | "Lagrange Point"       | "Punkt Lagrange"       | 23 maja 2024                   |
| 10 | "Life, Itself"         | "Istota życia"         | 30 maja 2024                   |